# Jolanta Jabłońska-Bonca
Jolanta Elżbieta Jabłońska-Bonca (ur. 4 grudnia 1953 w Gdyni) – profesor nauk prawnych, prorektor ds. studiów prawniczych i dyrektor Kolegium Prawa Akademii Leona Koźmińskiego.

## Życiorys
W 1977 zdała egzamin sędziowski. W 1980 uzyskała stopień naukowy doktora, a w 1988 otrzymała stopień doktora habilitowanego. W latach 1991–2003 była kierownikiem Zespołowej Katedry Teorii Państwa i Prawa (najpierw Zakładu Prawa) WPiA UG. Od 1996 do 1999 pełniła funkcję prorektor ds. kształcenia UG. W 1997 uzyskała tytuł profesora. W 2001 została dziekanem Wydziału Humanistycznego filii Szkoły Wyższej im. Pawła Włodkowica. Od 2003 kierowała Katedrą Teorii i Filozofii Prawa i Państwa WPiA UWM. Od 2003 jest zatrudniona jako profesor prawa Akademii Leona Koźmińskiego, prorektor ds. studiów prawniczych i dyrektor Kolegium Prawa tej uczelni.
Prowadzi zajęcia z teorii i filozofii prawa, wstępu do prawoznawstwa, metodologii nauki i prawoznawstwa, retoryki prawniczej i negocjacji, zasad tworzenia prawa, źródeł prawa wspólnotowego, podstaw prawa dla ekonomistów. Specjalizuje się w następujących zagadnieniach: otoczenie prawne biznesu, teoria i filozofia prawa, legislacja i technika prawodawcza, sztuka retoryki.
Autorka książek o tematyce prawnej, podręczników, ponadto licznych ekspertyz z zakresu legislacji i prac projektowych, promotor trzech doktorów, recenzent w wielu przewodach habilitacyjnych i doktorskich.
Członek Komitetu Nauk Prawnych PAN, członek Rady Naukowej INP PAN w Warszawie od 1999, członek sekcji polskiej Assosation Internationale de Philosophie de Droit et de Philosophie Social, członek założyciel Polskiego Towarzystwa Legislacji, członek założyciel Uniwersyteckiej Komisji Akredytacyjnej, ekspert Państwowej Komisji Akredytacyjnej. 
Została członkiem Rady Naukowej kwartalnika „Prawo i Więź”.
15 lutego 2014 zasiadła w radzie programowej partii Prawo i Sprawiedliwość.
30 marca 2016 została powołana przez marszałka Sejmu Marka Kuchcińskiego w skład Zespołu Ekspertów do Spraw problematyki Trybunału Konstytucyjnego, który otrzymał za zadanie podjęcie kwestii powodujących zaistniały w 2015 kryzys wokół TK (zespół złożył raport 1 sierpnia 2016).

## Publikacje
- Prawo w kręgu mitów. Gdańsk 1995 (Nagroda Indywidualna I stopnia MEN)
- Prawo powielaczowe. Gdańsk 1987 (Nagroda Indywidualna III stopnia MEN)
- Prawnik a sztuka retoryki i negocjacji. Warszawa 2002
- Wstęp do nauk prawnych. Poznań 1994 (1996, 1997, Gdańsk 1994)
- Podstawy prawa dla ekonomistów. Warszawa 2000, 2002,
- O prawie, prawdzie i przekonaniu. Koszalin 1999
- Źródła prawa Wspólnot Europejskich (red. nauk. i współ.), Gdańsk 1994

## Ordery i odznaczenia
- Krzyż Oficerski Orderu Odrodzenia Polski (2019)[6]
- Medal 50-lecia Uniwersytetu Gdańskiego (2021)[7]